# Vosgienne
La Vosgienne  est une race bovine française de taille moyenne bien adaptée à la montagne, rencontrée essentiellement dans le massif des Vosges.

## Origine

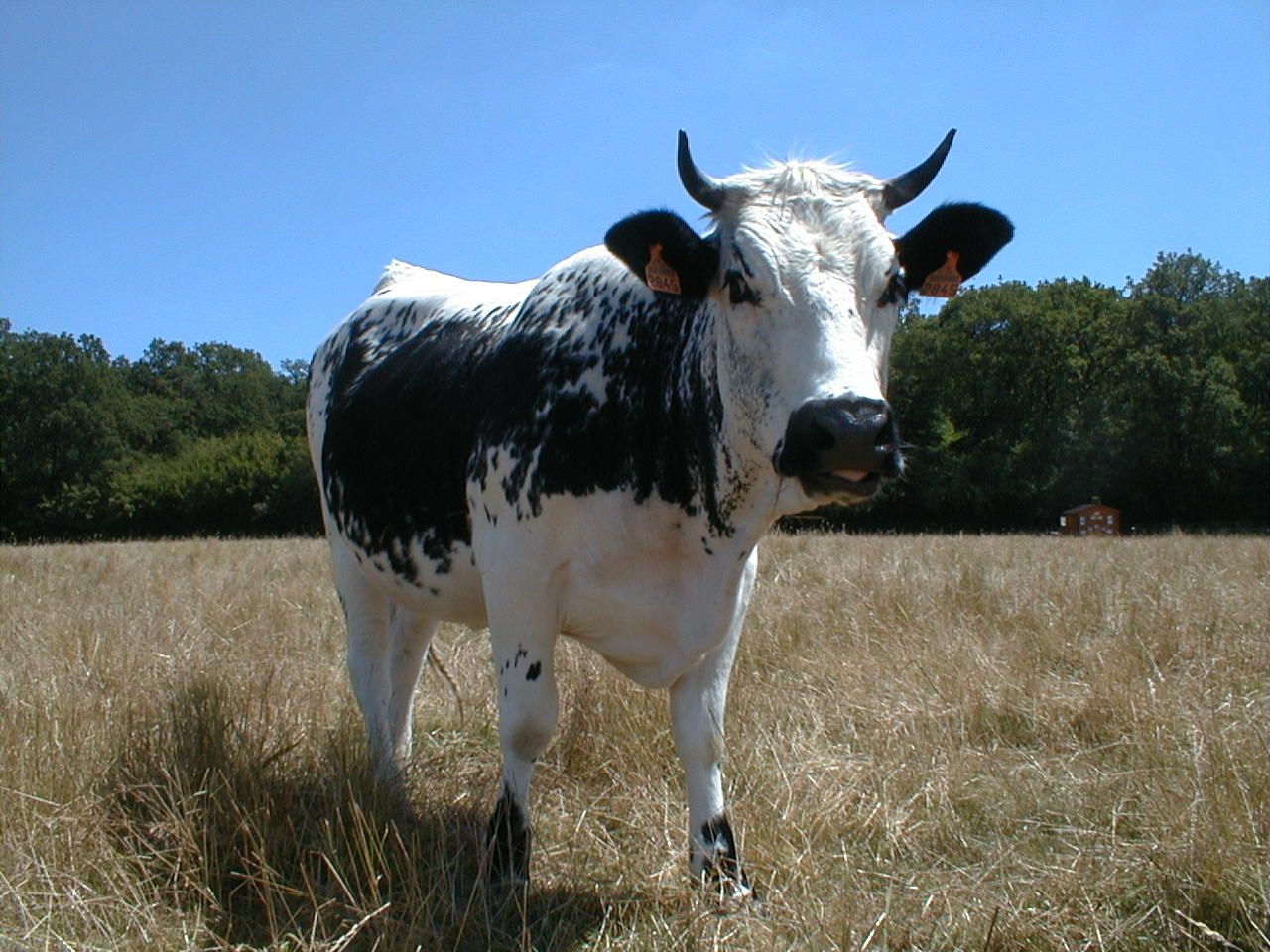
Vache vosgienne

### Géographique
Elle tire son nom du massif des Vosges, dont elle est originaire.

### Historique
Selon Alain Raveneau, elle provient de vaches venues dans le massif au XVIIe siècle. Elle aurait été importée par les soldats suédois qui dévastèrent le duché de Lorraine pendant la  guerre de Trente Ans et métissée avec la population locale. (1635 : année des Suédois). Elle aurait trouvé dans les Vosges un terroir semblable à la Scandinavie et se serait naturellement adaptée au massif granitique et au climat montagnard. Pour Philippe J. Dubois, cette origine tient plutôt de la légende. Selon lui, la race est issue d'une population jurassienne, proche de la tourache de Franche-Comté, ancêtre de la montbéliarde. Cette ancienne population aurait été métissée avec les races brune et hollandaise. Des photos de la fin du XIXe siècle aux années 1960 montrent des animaux presque entièrement noirs à tête blanche ou pie noir, mais très peu mouchetés.
Autrefois, deux types cohabitaient, sélectionnés dans des zones géographiques différentes : dans la vallée de la Bruche, les vaches sont petites et fines et dans la région de Munster, elles sont plus massives. Le premier type a disparu avant 1980. À partir de 1971, une introduction de semence de taureaux télémark a lieu sur 12 % de la population.

### Effectifs
La population subit des réductions d'effectifs durant les deux guerres mondiales, ainsi que la concurrence des races montbéliarde et simmental. Le nombre passe de 125 000 en 1900 à 75 000 en 1914, 35 000 en 1936, 1 000 en 1949 et seulement 2 000 à la fin des années 1970. Par la suite, la reconnaissance officielle de la race en 1977 permet d'inverser la tendance. En 2016, près de 10 000 animaux sont recensés.

### Avenir
Si la race n'est pas considérée menacée, les faibles effectifs et la diffusion limitée à sa région d'origine, en font une race fragile. Toutefois, sa contribution importante à l'élaboration du fromage munster en appellation d'origine protégée lui permet une stabilité de bon augure.

## Morphologie

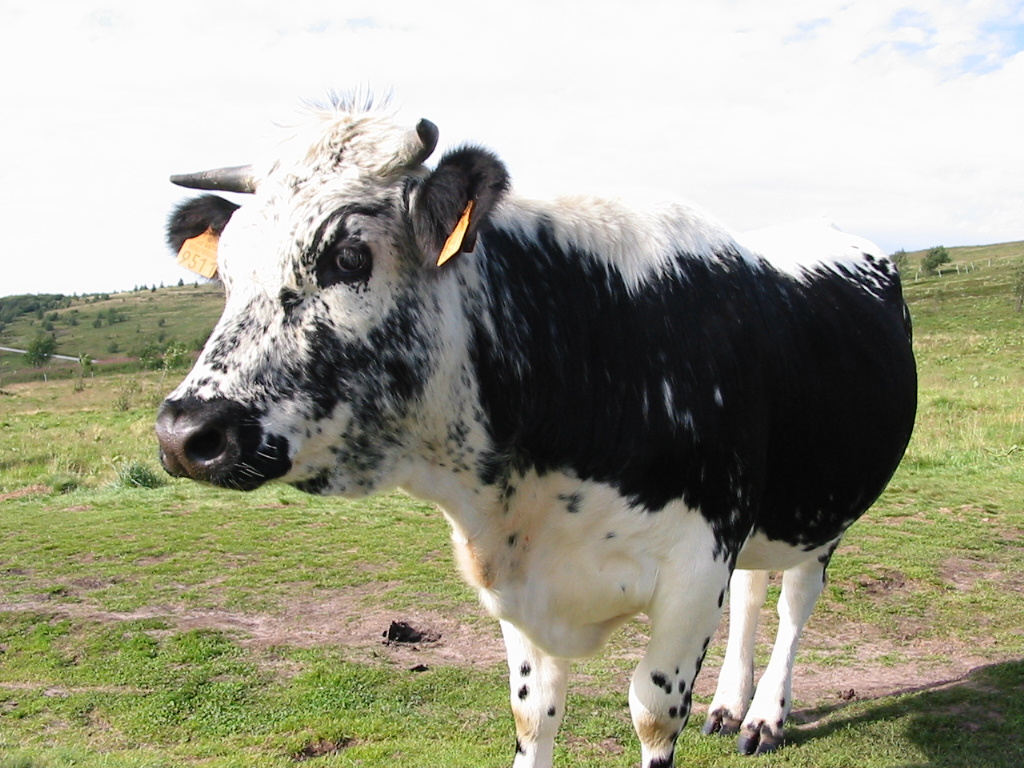
Génisse vosgienne sur la chaume du Hohneck

La vosgienne se reconnaît à la bande blanche plus ou moins régulière couvrant son dos ainsi que son ventre mais également à ses taches noires sur le visage qui donnent à cette bête une marque personnelle (certains sujets ont la robe pie rouge, mais ceci est plus rare). C'est un caractère hérité des vaches suédoises que l'on retrouve chez les bovins du rameau nordique. Ses cornes courtes en croissant sont recourbées vers le haut quand elles sont laissées par les propriétaires. Elle est de taille moyenne : 135 cm au garrot pour un poids moyen de 600 à 650 kg pour la vache et 800 kg pour le taureau.

## Aptitudes
C'est une race classée mixte et dont les productions sont valorisées en parallèle sans favoriser l'une plus que l'autre. Avant l'avènement de la traction mécanique, la race vosgienne était aussi utilisée comme animal de trait.
La Vosgienne possède les caractéristiques typiques des animaux adaptés aux territoires montagneux: ossature fine pour des animaux néanmoins musclés, résistance aux différences de températures et capacité à se contenter des fourrages grossiers. Robuste et bonne marcheuse, la Vosgienne transhume encore de juin à octobre, dans une partie des élevages. Son lait équilibré et riche en matière utiles est bien valorisé par l'AOC Munster.

### Production laitière

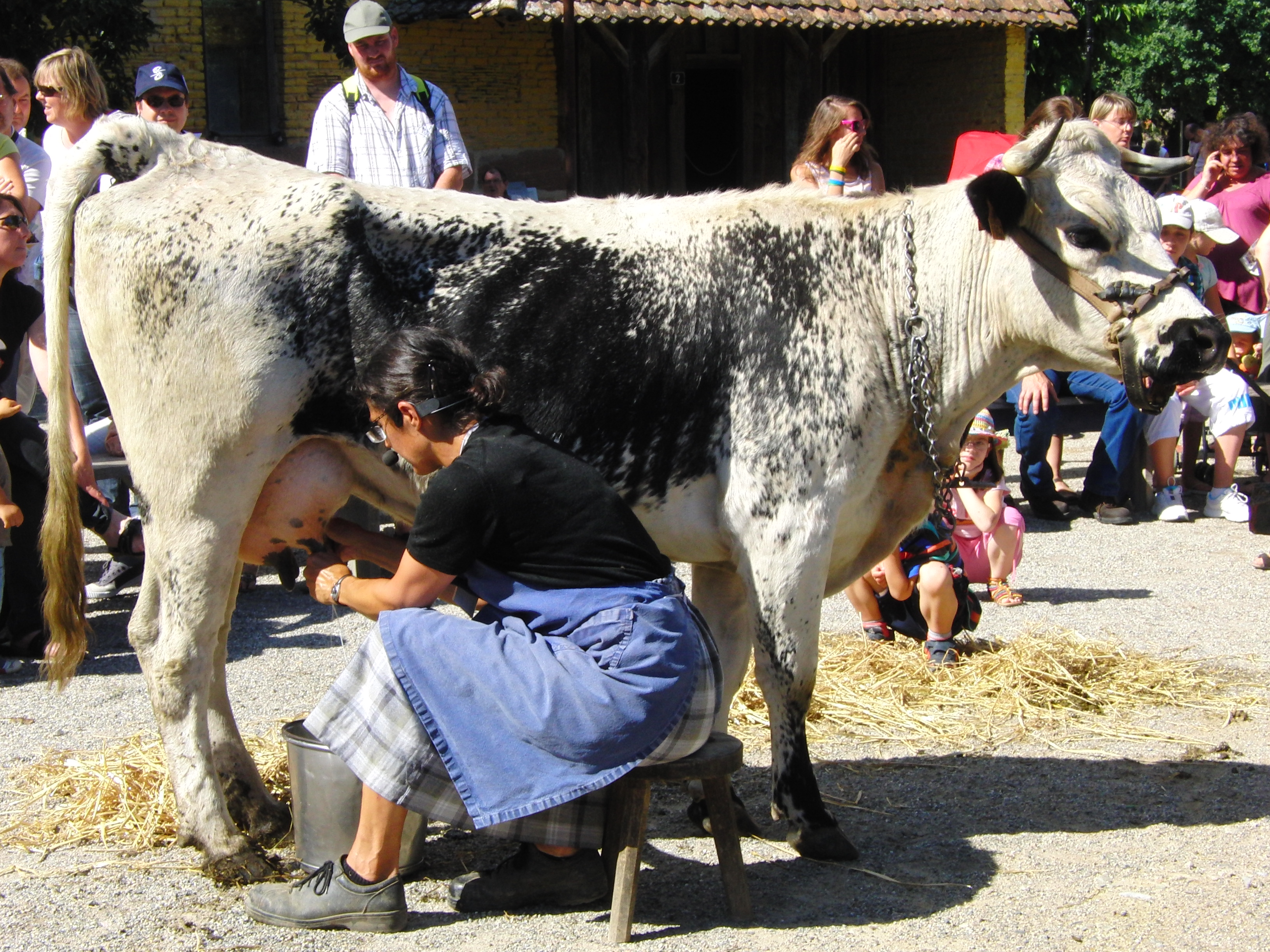
Démonstration de traite.

La vosgienne donne un lait de grande qualité, en quantité honorable, environ 4 400 kg par an. La vosgienne est une des races autorisées à fournir du lait pour la production  du munster, fromage d'appellation d'origine protégée reconnu, mais aussi des spécialités locales plus confidentielles : le « bergkasse », fromage à pâte pressée non cuite ou le « bibeleskaes », sorte de fromage blanc. Depuis 2015, un fromage nommé « cœur de massif » est porté par un cahier des charges consacrant l'exclusivité de la vosgienne dans la production du lait.

### Production bouchère
Les connaisseurs de sa viande lui reconnaissent une finesse de grain et une saveur particulière. La faible proportion de gras est aussi un atout. Plusieurs produits exploitent cette viande.
Le gendarme est une saucisse sèche épicée de bœuf de section carrée ; il se consomme cru ou cuit.
Le saucisson de bœuf est moins gras que celui de porc, mais de saveur plus marquée.
Le bœuf séché est élaboré à partir de muscles de la cuisse, salé en saumure aromatisée et séché. Il se consomme généralement cru.
La viande de bœuf de vosgienne entre dans l'élaboration de plats régionaux tels que la terrine de bœuf, le choucroute d'Alsace pour le gendarme ou le Baeckeoffe, plat où viande et légumes sont cuits à l'étouffée dans une terrine fermée.
Une filière de viande de vosgienne s'est montée et tente de se structurer pour mettre en valeur la production bouchère de la race vosgienne. Elle est basée sur la vente locale en circuit court.

### Qualités d'élevage

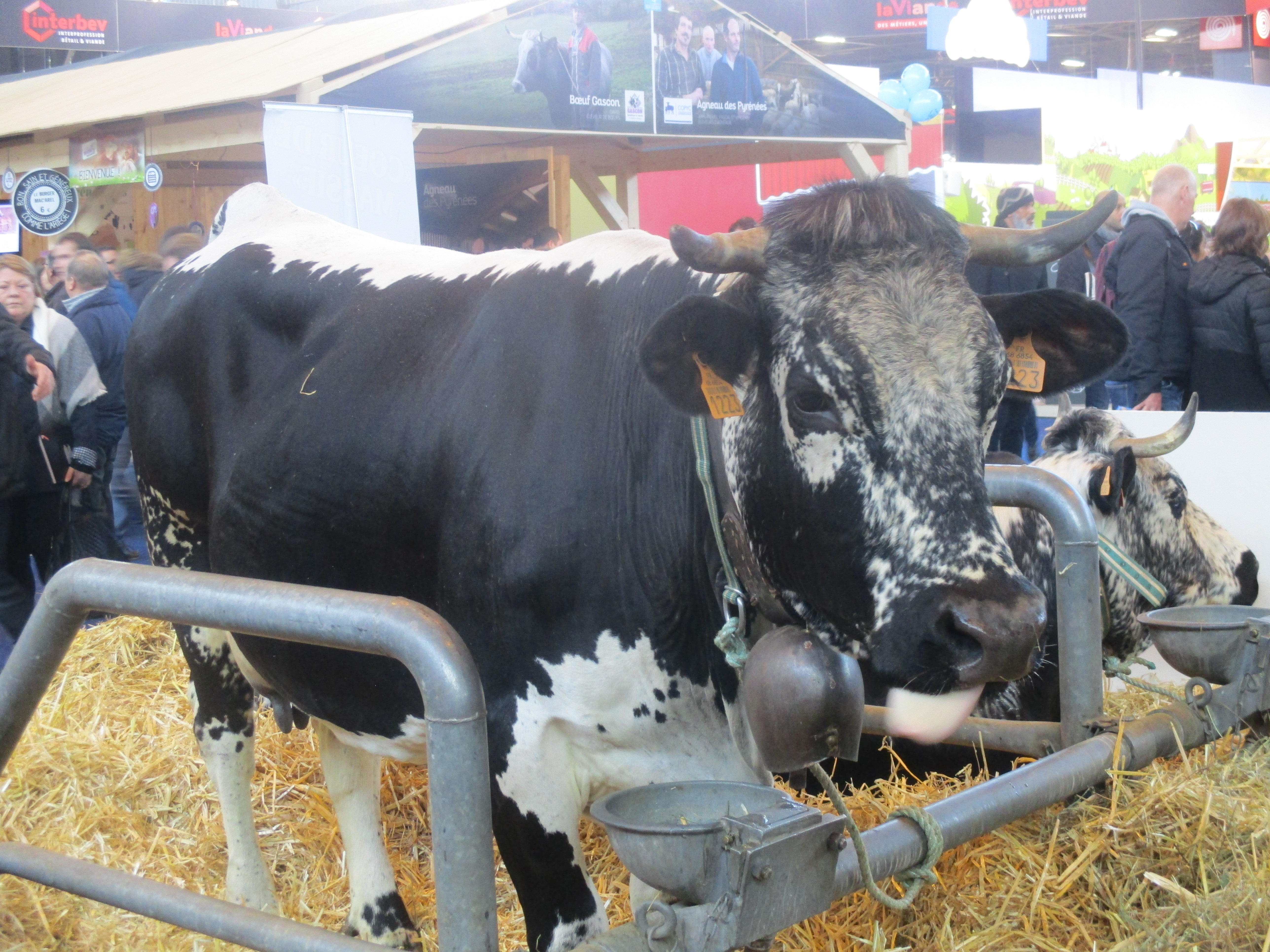
Vaches vosgiennes au salon international de l'agriculture.

C'est une race d'une rusticité remarquable : excellente marcheuse grâce à des onglons durs, elle est peu sensible aux changements de température, s'accommode des reliefs difficiles et des fourrages grossiers des chaumes, pâturages d'altitudes à fourrage grossier. La race vosgienne est un outil important d'entretien de l'espace rural d'altitude ; elle y maintient la diversité floristique et son squelette fin s’accommode d'une carence en calcium du sol. Si les génisses manquent un peu de précocité, cet inconvénient est contrebalancé par une très bonne longévité,. Elle se laisse approcher très facilement avec toutefois une très légère crainte.

## La Vosgienne dans la culture populaire
La chanteuse Fabienne Thibeault s'est trouvée une passion pour cette race, au point de lui consacrer un CD deux titres, lancé le 1er mars 2005 à l'occasion du Salon de l'Agriculture.
La race vosgienne, représentée par la vache Candy, est la mascotte officielle du Salon international de l'agriculture 2011 à Paris,.

## Sources